# Jiquipilco
Jiquipilco est une municipalité de l'État de Mexico, au Mexique. Elle couvre une superficie de 276,5 km2 et compte 74 314 habitants en 2015.